# Meroveo
Meroveo, rey de los francos (desde 450 a 458). Dio su nombre a la dinastía merovingia. 

## Biografía
Una leyenda cuenta que nació de la unión de su madre, esposa de Clodión «el Cabelludo», y de un monstruo marino, el Quinotauro, por lo que los sucesores del trono de Francia vendrían siempre del mar. 
Tercer rey de los francos, el nacimiento de este príncipe es un problema. Unos dicen que es hijo de Clodión. Otros pretenden que sólo era de la familia. De cualquier forma, es seguro que un príncipe con este nombre reinó sobre los francos y que tuvo como competidor al trono a un hijo de Clodión. Fue por su nombre por lo que los reyes de la primera dinastía franca fueron llamados Merovingios. La mayoría de los historiadores creen que Meroveo estuvo con el ejército romano en la sangrienta batalla en la que Aecio vence a Atila en la llanura de los Campos Cataláunicos (Châlons-en-Champagne). Este príncipe murió después de diez años de reinado. La historia no habla ni del número de hijos que tuvo ni del nombre de la reina, madre de Childerico I, su hijo y sucesor.